# فینال‌های ان‌بی‌ای ۲۰۱۸
فینال‌های ان‌بی‌ای ۲۰۱۸ (انگلیسی: 2018 NBA Finals)، سری قهرمانی لیگ بسکتبال حرفه‌ای آمریکا (ان‌بی‌ای) در فصل ۱۸–۲۰۱۷ و پایان‌بخش پلی‌آف‌های این فصل بود. در این سری، گلدن استیت واریرز (مدافع عنوان قهرمانی و قهرمان کنفرانس غرب) توانست کلیولند کاوالیرز (قهرمان کنفرانس شرق) را با نتیجه ۴–۰ شکست دهد. این قهرمانی، واریرز را به هفتمین تیم تاریخ ان‌بی‌ای تبدیل کرد که دو قهرمانی پیاپی کسب می‌کند و به جمع لس‌آنجلس لیکرز، بوستون سلتیکس، دیترویت پیستونز، شیکاگو بولز، هیوستون راکتس و میامی هیت پیوستند. این فینال، برای اولین بار در تاریخ چهار لیگ حرفه‌ای اصلی آمریکای شمالی بود که دو تیم یکسان برای چهارمین سال متوالی در فینال مقابل هم قرار گرفتند.
کوین دورانت، فوروارد واریرز، برای دومین سال پیاپی به عنوان باارزش‌ترین بازیکن فینال‌ها (MVP) انتخاب شد. او اولین و تنها بازیکن تاریخ واریرز است که دو MVP پیاپی فینال کسب کرده است و همچنین تنها بازیکن تاریخ ان‌بی‌ای است که در دو فصل اول حضورش در یک تیم، دوبار MVP فینال شده است.
این سری بیشتر به خاطر اشتباه جی.آر. اسمیت در بازی ۱ به یاد مانده است. او پس از ریباند در حمله در ثانیه‌های پایانی وقت قانونی (۴٫۷ ثانیه باقیمانده)، با این تصور که تیمش پیش است، توپ را از زیر سبد حریف به سمت وسط زمین کنترل کرد و وقت را کشت، در حالی که بازی مساوی بود. کاوالیرز در وقت‌های اضافه بازی را باخت و در ادامه هم نتوانست حتی در این سری بازی‌ها به یک پیروزی نزدیک شود.